# 도계중학교 (강원)
도계중학교(道溪中學校)는 대한민국 강원특별자치도 삼척시 도계읍 도계리에 있는 공립 중학교이다.

## 학교 연혁
- 1952년 7월 1일 : 북평중학교 도계분교로 개교(3학급)
- 1953년 4월 2일 : 도계중학교 6학급 인가
- 1980년 3월 1일 : 도계중학교 27학급 인가
- 2007년 3월 1일 : 학급 감축 7학급 (특수 1학급 포함)
- 2023년 3월 1일 : 도계중학교, 도계여자중학교 통합
- 2024년 3월 1일 : 제35대 최정헌 교장 부임
- 2025년 1월 6일 : 제72회 졸업식(졸업생 54명, 졸업생 누계 14,604명)
- 2025년 3월 4일 : 입학식 (40명)

## 참고 자료
- 도계중학교 - 한국교육학술정보원 학교알리미